# اكتشاف العصور البشرية القديمة
كان اكتشاف العصور البشرية القديمة بالإنجليزية اكتشاف العصور البشرية القديمة إنجازًا كبيرًا للعلم في منتصف القرن التاسع عشر وهو أساس علم الإنسان القديم. إن العصور القديمة للإنسان، أو العصور البشرية القديمة، أو بلغة أبسط تاريخ الجنس البشري، هي أسماء تُعطى لسلسلة من المناقشات الجدلية العلمية التي تدور حولها، والتي مازال يتم التعديل عليها في القرن الحادي والعشرين. لقد أوضحت هذه المناقشات ومنحت بأدلة علمية مقدمة من عدد من التخصصات، من أجل الإجابة عن السؤال الأساسي عن تاريخ وجود أول إنسان.
كان الخلاف نشطًا جدًا في هذا المجال خلال فترات من القرن التاسع عشر، مع بعض فترات الهدوء أيضًا. حيث كان عام 1859 هو التاريخ الرئيسي لبدء إعادة تقييم الأدلة الأثرية والذي نشر قبل 12 عامًا بواسطة Boucher de Perthes. ثم تم قبوله على نطاق واسع، حيث أنه أثبت صحة أن الإنسان أكثر قدما مما كان يعتقد سابقًا، على سبيل المثال 6000 عام والتي تتضمن بعض التقديرات الزمنية المنقولة.
في عام 1863 ناقش ت. هـ. هكسلي بأن الإنسان كان نوعًا متطورًا. وفي عام 1864، جمع الفريد راسل والاس بين نظرية الانتقاء الطبيعي وقضية العصور البشرية القديمة. وأصبحت البراهين العلمية لما كان يسمى آنذاك «العصور القديمة الساحقة للإنسان» مقنعة لمعظم العلماء على مدار العقد التالي. في الواقع، فقد اندمج النقاش المنفصل حول العصور القديمة للإنسان مع النقاش الأكبر حول التطور، نظرا لكونهما متعلقان بالانحدار الزمني. ومع ذلك، لم ينته النقاش لأن العلم الحالي في العصور البشرية القديمة لا يزال يتجدد باستمرار.

## الصياغات المعاصرة
لا يستطيع العلم الحديث إعطاء إجابة واحدة محددة. حول ما يعنيه السؤال الأصلي الآن اعتمادا على اختيار الجنس أو الأنواع في الإجابة المطلوبة. حيث يُعتقد أن جنس الإنسان موجود منذ عشرة أضعاف الزمن الذي مر على جنسنا. وحاليًا، لا تزال تُكتشف أمثلة جديدة من الأنواع (المنقرضة) من جنس Homo، لذلك لا تتوفر إجابات نهائية. ووجهة نظر الإجماع ترى أن البشر نوع واحد، وهو النوع الوحيد الموجود من الجنس. مع رفض تعدد الأجيال للأصول البشرية، وتم التأكيد على أن هذا النوع كان له أصل محدد وحيد في الماضي. (هذا التأكيد يغفل نقطة ما إذا كان الأصل المقصود هو من الأنواع الحالية، ولكن فرضية تعدد الأصول تسمح للأصل بأن يكون غير ذلك.) فرضية الأصل الأفريقي الحديث للبشر الحديث أصبحت الآن مقبولة على نطاق واسع، وتنص على أن البشر المعاصرين تشريحيا كان لهم أصل واحد يرجع إلى أفريقيا.
ويقدر جنس هومو الآن بحوالي 2.3 إلى 2.4 مليون سنة، مع ظهور هابيليس ؛ مما يعني أن وجود جميع أنواع الرجال كان ضمن العصر الجيلوجي الرابع.
بمجرد إعادة صياغة السؤال على أنه تاريخ الانتقال لتطور الإنسان العاقل من الأسلاف، فيمكن تقسيم القضية إلى سؤالين آخرين. وهما: تحليل وتاريخ تطور الإنسان العاقل القديم، وتطوره من الأشكال «القديمة» من أنواع البشر العاقلة. كما تم إعطاء السؤال الثاني إجابة في جزأين: حيث يُعتقد أن البشر المعاصرين تشريحياً يبلغون من العمر حوالي 200000 عام ، مع تحديث في السلوك والذي يرجع تاريخه إلى ما قبل 40000  أو 50000 عام. ومازال السؤال الأول خاضعاً للنقاش حول تعريفه.

## المناقشات التاريخية

انتشار الانسان العاقل

إن اكتشاف عمر الإنسان الأول هو أحد أوجه علم دراسة الإنسان، ودراسة الأصول البشرية، وهو مصطلح مؤرخ في قاموس أوكسفورد الإنجليزي منذ عام 1839 والقاموس الطبي لروبرت هوبر. وبالنظر إلى تاريخ الفكر التطوري، وتاريخ علم الحفريات القديمة، أصبح السؤال عن العصور القديمة للإنسان مسألة طبيعية في طرحها في هذه الفترة.
حيث أنه لم يكن بأي حال سؤالًا جديدًا، ولكن تم طرحه في سياق جديد من المعرفة، خاصة في علم التشريح المقارن وعلم الحفريات. وقد سمح تطور التأريخ النسبي كأسلوب مبدئي للاستدلال على التقسيمات الزمنية بالنسبة للأحداث المرتبطة بالحفريات والطبقات. وهذا يعني، مع ذلك أن قضية العصور القديمة للإنسان لا يمكن فصلها عن المناقشات الأخرى التي تدور حول هذه الفترة، سواء كانت علوم الجيولوجيا وأسس علم الآثار والحضارات القديمة.
إن أولى البراهين العلمية القوية على العصور القديمة للإنسان والتي تختلف اختلافًا كبيرًا عن التسلسل الزمني الموجود في الكتاب المقدس المقبول تم معارضتها بشدة أيضا. وأولئك الذين وجدوا أن هذا الاستنتاج غير مقبول يمكن أن يتوقع منهم أن يدرسوا النظريات كاملة بشكل منطقي للبحث عن نقاط الضعف. ويمكن ملاحظة ذلك، على سبيل المثال، في اللاهوت النظامي لتشارلز هودج (1871-1873).
لفترة من الزمن، وبمجرد أن أصبح جدول الزمن الجيولوجي واضحًا في القرن التاسع عشر، فإن نظرية «العصور القديمة للإنسان» أصبحت معارضة لنظرية «الأصل الحديث للإنسان»، مما دعا لطرح أنواع أخرى من الأدلة. وكان الاختيار من الناحية المنطقية غير معتمدا على نظرية monogenism والتي تعني وجود أصل واحد للإنسان مقابل نظرية polygenism والتي تعني تعدد الأجيال البشرية. لكن نظرية الأصل الواحد مع نظرية الأصل الحديث للإنسان تضمنا جداول زمنية اعتمدت على أساس الانتشار الجغرافي والاختلافات الجسدية والتنوع الثقافي للبشر. وكان الاختيار من الناحية المنطقية غير معتمدا عن فكرة تحويل الأنواع، ولكن اعتمد على أنها عملية بطيئة.
كتب وليام بنيامين كاربنتر في عام 1872 عن قناعة ثابتة بـ «الأصل الحديث» باعتباره السبب الوحيد لمقاومة البشر لصنع الأدوات الحجرية البدائية. وكتب هنري ويليامسون هاينز في عام 1880 أن العصور القديمة للإنسان «حقيقة ثابتة».

### مناظرات لاهوتية
القصص المذكورة في الكتاب المقدس
قصة جنة عدن ونسل البشر من زوج واحد
قصة الطوفان العالمي في الكتاب المقدس، وبعد ذلك انحدر جميع البشر من نوح وزوجته، وجميع الحيوانات من الحيوانات التي كانت على ظهر السفينة؛
ويوفر علم الأنساب من الناحية النظرية طريقة لتأريخ الأحداث في العهد القديم (راجع علم الأنساب للكتاب المقدس).
وقد ناقش العلماء واللاهوتيين هذه النقاط. ولم يعد يأخذ بالمعنى الحرفي للكتاب المقدس منذ العصور الوسطى وأوائل العصر الحديث للمسيحيين أو اليهود.

#### مناقشات الأصول البشرية و «الطوفان العالمي»

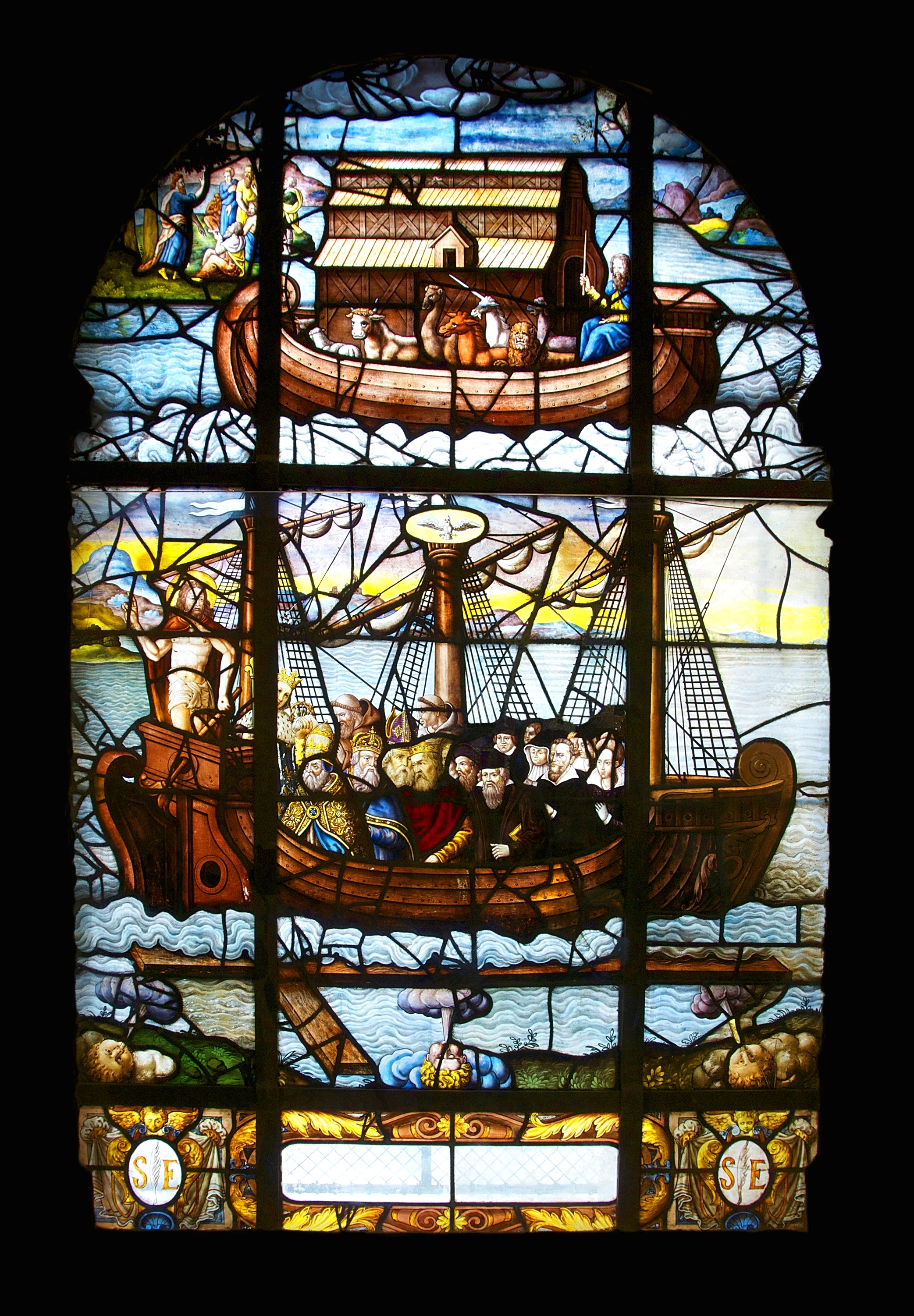
سفينة نوح، كنيسة سانت إتيان دو مونت، في باريس.

يمكن أن يشرح الطوفان انقراض بعض الأنواع في التاريخ، اعتمادا على فرضية أن السفينة لم تحتوي على جميع أنواع الحيوانات. ومن ناحية أخرى، لم يكن الطوفان في جميع أنحاء العالم وفقا لنظرية الكتاب المقدس الخاصة بالأجناس وأبناء نوح. أما نظرية الكارثة والتي تعتبر علمانية أكثر منها للاهوتية فيمكن استخدامها بطرق مماثلة.
كان هناك اهتمام بالمسائل التي نشأت من التعديل في الكتاب المقدس، وبالتالي، فقد تم دعمها بالمعرفة الجديدة للعالم في أوروبا الحديثة المبكرة، ومن ثم من خلال نمو العلوم. وكانت هناك نظرية واحدة والتي كانت عن رجال لا ينحدرون من آدم. وهذه النظرية عن تعدد الأجيال (لا وجود لأصل واحد من البشر) لا تتضمن شيئًا عن العصور القديمة للإنسان، لكن المشكلة كانت في إقحام الأدلة المضادة، من أجل إثبات نظرية الأصل الواحد.

#### لا بيرير واكتمال قصص الكتاب المقدس
راعى إسحاق لا بيريير التراث اليهودي في صياغة نظريته عن تعدد الأجيال ما قبل البشرية. حيث تعمد بأن تكون متوافقة مع قصص خلق الإنسان المذكورة في الكتاب المقدس. ولكن تم رفضها من قبل العديد من اللاهوتيين المعاصرين. حيث كانت الفكرة عن وجود بشر قبل آدم متواجدة لدى علماء مسيحيين سابقين إلى جانب بعض الأفكار والمعتقدات والتي كانت تعتبر غير تقليدية وهرطقة؛ وكانت أهمية نظرية لا بيريير تكمن في كونها تشكل خلاف. حيث كان له تأثير كبير في إحياء الفكرة القديمة لماركوس تيرينتوس فارو، المحفوظة في Censorinus، والتي تعتمد على تقسيم الزمن إلى ثلاث أنماط تاريخية «غير مؤكدة» مثل (الطوفان العالمي)، و«أسطورية»، و «تاريخية» (لها تسلسل زمني مؤكد).

#### النقاش حول العرق
كان للقصص المذكورة في الكتاب المقدس انعكاسات على علم الأعراق البشرية (تقسيم الشعوب إلى حامية ويافثية وسامية)، وكان لهذه القصص الكثير من المدافعون، وكذلك كان هناك الذين شعروا أنها تسببت في حدوث أخطاء كبيرة. كتب ماثيو هيل كتابه البداية القديمة للبشرية (1677) والذي يخالف نظرية لا بيريير، حيث أشار مدافعا عن مسألة البداية المبكرة للجنس البشري والطوفان العالمي، وفكرة كون الأمريكيين الأصليين ينحدرون من نسل نوح. كما كتب أنتوني جون ماس في الموسوعة الكاثوليكية عام 1913 أن وجهات النظر المؤيدة للعبودية في منتصف القرن التاسع عشركانت تدعم بشكل غير مباشر نظريات وجود الإنسان ما قبل آدم . حيث وجد الباحثون في العصور القديمة للإنسان الدعم في النظريات المعارضة لنظرية الأصل الواحد للإنسان في هذا الوقت والتي بررت إلغاء نظام العبودية عن طريق رفض تصديق التمييز العنصري المبني على العلم .
وقد تم بالفعل في القرن الثامن عشر اعتماد نظرية تعدد الأجيال البشرية كنظرية للاعراق (انظر العنصرية العلمية # Blumenbach و Buffon). كما تم تقديم كتاب عن تنوع الأعراق ما قبل آدم، من قبل ريجنالد ستيوارت بول (نشأة الأرض والإنسان، لندن، 1860) ودومينيك إم كاسلاند (آدم والسلالة البشرية، أو التوافق بين الكتاب المقدس وعلم الأعراق البشرية، لندن، 1864). كما تبع ذلك مجموعة من وجهات النظر لكل من صموئيل جورج مورتون وجوشيا سي نوت وجورج جلايدون وولويس أغاسيز؛ والذين اتفقوا على أن آدم كان هو السلف للجنس القوقازي، في حين أن الأجناس الأخرى تنحدر من أصل بشري يعود لما قبل آدم.
أما جيمس كولز برايسارد فقد اعترض على فكرة تعدد الأعراق، متمنياً دعم الأفكار المستمدة من كتاب سفر التكوين والذي يعرض فكرة الأصل البشري الواحد. على وجه الخصوص، حيث ناقش فكرة أن البشر كانوا نوعًا واحدًا، وتم استخدام معايير للتزاوج لحدوث التهجين. من خلال استخدام أشكال من الانتقاء الطبيعي حيث ناقش كيفية حدوث التغيير في لون بشرة الإنسان على مدى التاريخ، كما أشار أيضًا إلى النطاق الزمني الطويل والذي يكفي لحدوث هذه العملية لإنتاج الاختلافات الملحوظة.

#### آراء غير متوافقة مع التسلسل الزمني
ناضلت الكنيسة المسيحية المبكرة لإثبات أن التقاليد الوثنية كانت أقدم من تقاليد الإنجيل. حيث جادل كلا من ثيوفيلوس من أنطاكية وأوغسطينوس من هيبو ضد وجهات النظر المصرية والتي ترى بأن العالم لا يقل عمره عن 100000 عام. ويعتبر هذا الرقم مرتفعًا جدًا بحيث لا يتوافق مع التسلسل الزمني المذكور في الكتاب المقدس. كما حظي أحد آراء لا بيريير برواج أوسع، حيث يرى هو أن الصين تبلغ من العمر 10 آلاف عام على الأقل؛  كما قدم مارتينو مارتيني تفاصيل عن التسلسل الزمني الصيني التقليدي، والذي استنتج منه إسحاق فوسيوس أن طوفان نوح كان حدثا محليًا وليس عالميًا.
وكان أحد الاعتبارات التي اكتشفتها أوتو زوكلر في كتابات لا بيريير والتي جعلته يشعر بالقلق بشأن التناقض ووضع شعوبهم: وهل كانوا يعودون لما قبل آدم، أم كان هناك بالفعل ما يعادل آدم للشعوب الأخرى"؟  في نهاية القرن التاسع عشر، أشار ألفريد روسل والاس في مراجعة كتاب في عام 1867 إلى أن سكان جزر المحيط الهادئ يمثلون مشكلة بالنسبة لأولئك الذين يصرون على كلا من الأصل الواحد للبشرية والتاريخ الحديث للأصول البشرية. وبعبارة أخرى، حيث اعتمد على فكرة الهجرة من موقع أصلي إلى الجزر النائية والتي مازال مستقرا بها الآن منذ زمن طويل. ويعتبر الاعتراف بعصور الإنسان القديمة له الكثير من النتائج المهمة ويمنحنا مجال أكبر لتخمين التاريخ الماضي، ولا سيما جميع جوانب الانتشار ونظرية النشوء والارتقاء الاجتماعي.

#### خلق الإنسان في عالم غير مجهز
في حين أن فهم انقراض الأنواع جاء مع تطور علم الجيولوجيا لتكون مقبولة على نطاق واسع في أوائل القرن التاسع عشر، كانت هناك مقاومة لأسباب لاهوتية لفكرة حدوث الانقراض بعد خلق الإنسان. وقد تم مناقشة هذا، على وجه الخصوص في عشرينيات وثلاثينيات القرن التاسع عشر، إنه لم يتم خلق الإنسان في عالم «غير كامل» فيما يتعلق بتصميم مجموعته من الأنواع. ويتعارض هذا المنطق مع ما كان محسوما بالنسبة لعلم العصور القديمة للإنسان، بعد جيل لاحق.

### طبيعة المناطق الأثرية
كان أواخر القرن الثامن عشر هو الفترة التي تم فيها استكشاف الكهوف الفرنسية والألمانية، والتي ظلت موضوعة تحت الدراسة: حيث كان استكشاف الكهوف وقتها أشبه بالموضة، وكان علم استكشاف الكهوف في بدايته، وقد جذبت كهوف سانت بيتوس، على سبيل المثال، الكثير الزائرين. كما كانت الكهوف وقتها من أهم الموضوعات في فن العصر أيضًا.
وقد ثبت أن للكهوف أهمية كبيرة في علم العصور القديمة للإنسان. كان تكوين الصواعد هو الطريقة الأكثر وضوحا لتشكيل الحفريات، حيث يمكن فهم طبقاتها. وقد ارتبطت مواقع أخرى ذات أهمية مع رواسب الغرينية من الحصى والطين، أو الخث. وكان المثال المبكر هو الفأس اليدوية التي عثر عليها في منطقة Gray's Inn Lane مدفونة تحت الحصى في أحد روافد نهر التايمز، لكنه ظل محجوزا لمدة قرن تقريبًا.
كان نظام الثلاث سنوات معمول به منذ حوالي عام 1820، بالشكل الذي قدمه كريستيان يورغنسن تومسن في عمله على المجموعات والتي أصبحت المتحف الوطني للدنمارك. وقد نشر أفكاره في عام 1836. مما افرض تغييرا في الثقافة، بدون شرح معدل التغيير، كما لم يخلق أسبابًا لمراجعة التسلسل الزمني التقليدي. لكنه وصل إلى أن مفهوم آثار العصر الحجري أصبحت أمر واقع. وقد ترجم كتاب تومسن باللغة الدنماركية، Ledetraad til Nordisk Oldkyndighed، إلى اللغة الألمانية (Leitfaden zur Nordischen Alterthumskunde،1837)، ثم اللغة الإنجليزية (الدليل إلى علم الآثار الشمالية، 1848).
ساعد اكتشاف جون فرير للفأس اليدوي Hoxne عام 1797  على بدء النقاش في القرن التاسع عشر ، ولكنه بدأ بشكل جدي حوالي عام 1810. ثم كان هناك عدد من البدايات الخاطئة المتعلقة بمواقع أوروبية مختلفة. حيث أخطأ وليام باكلاند في الحكم على ما وجده في عام 1823 مع تسميته بالسيدة الحمراء في بافيلاند، وكان تفسيره ليس له علاقة ببقاء الماموث. كما أنه رفض استنتاجات كنت الخاصة بكهف جون ماكينري في عشرينيات القرن التاسع عشر. في عام 1829، اكتشف فيليب تشارلز شمرلينج جمجمة أحفورية نياندرتال (في إنجيس). في تلك المرحلة، ومع ذلك، لم يتم التعرف على أهميتها، وعارض رودولف فيرتشو باستمرار النظرية القائلة بأنها تعود لعصور قديمة جدًا. كما إن كتاب الآثار القديمة السابقة لعهد الطوفان لعام 1847 للكاتب بوشيه دو بيرث والذي يدور حول منطقة سانت أرش لم يكن مقنعًا في عرضه، حتى تم إعادة النظر فيه بعد عقد من الزمان.
وقد انتقل الجدل فقط في المواقع حيث تم العثور على المزيد من الأدوات الحجرية التي تم قبول فكرة أنها صنعت بواسطة رجل العصر الحجري والتي عثر عليها في المواقع التي يمكن لطبقات الأرض فيها أن تكون واضحة بدون عوائق، مع بقايا الحيوانات التي كانت (بإجماع علماء الحفريات) قد انقرضت الآن.

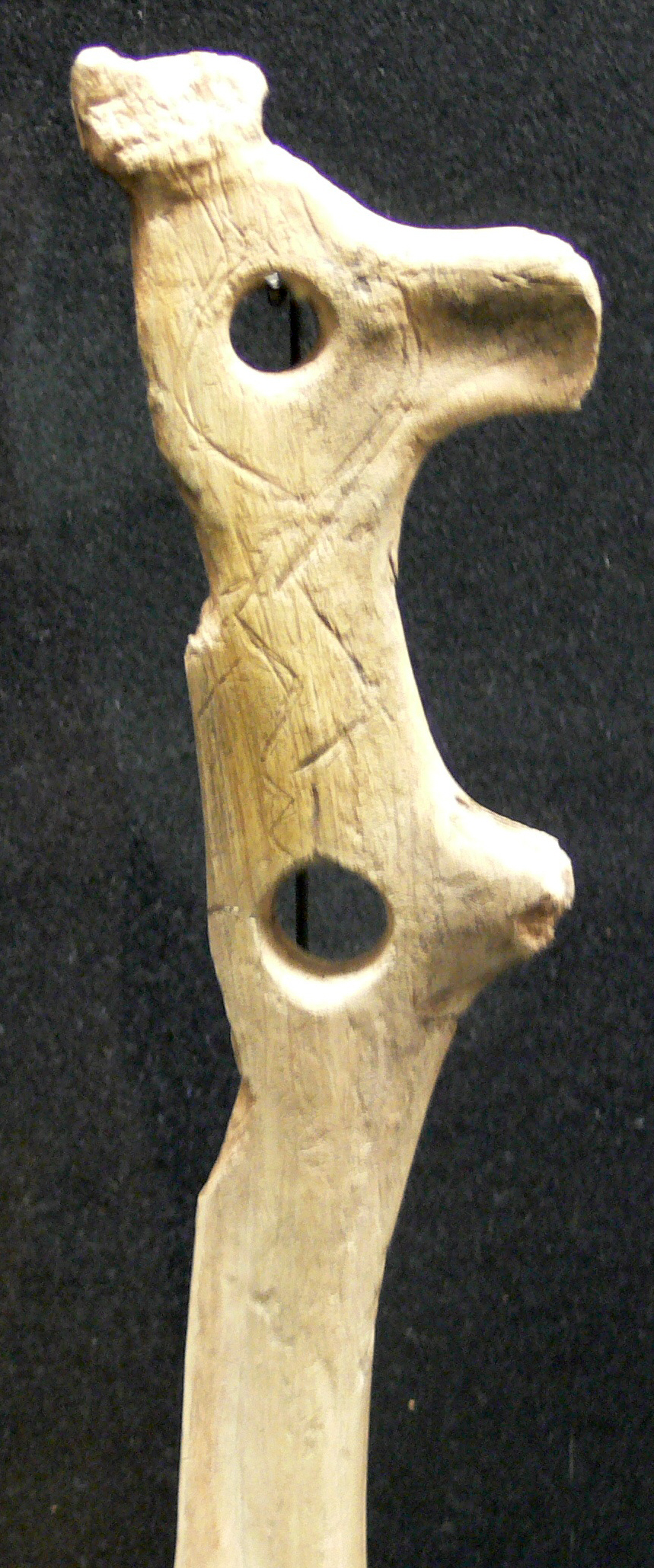
عصا رمح قاذف مثقوبة العصر الحجري القديم من كهف كيسلرلوك، تاينجن، سويسرا

كان هذا المزيج من «بقايا الحيوانات المنقرضة» + «المصنوعات الإنسانية»، هو الذي قدم الأدلة التي أصبحت تعتبر حاسمة. مما أدى إلى تسارع مفاجئ في البحوث من منتصف عام 1858، عندما أنشأت الجمعية الجيولوجية «لجنة الكهوف». إلى جانب هيو فالكونر وهو الذي عمل بجد من أجل هذا، وشملت اللجنة تشارلز ليل، وريتشارد أوين، وويليام بينجيلي، وجوزيف بريستويتش، وأندرو رامزي.

### مناقشة توحيد العصور وتغييرها

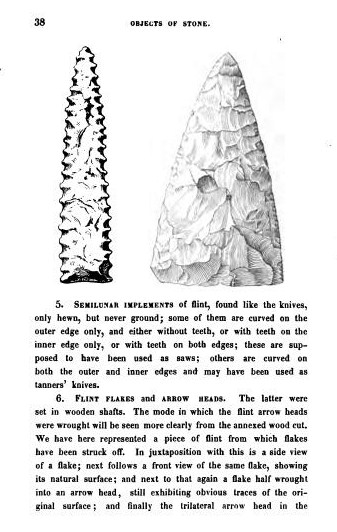
الصوان نافذ في تومسن (إجيرتون)

إن الافتقار إلى التوحيد في عصور ما قبل التاريخ هو ما جذب العلم للبحث في مسألة العصور القديمة للإنسان من ناحية، كما كانت هناك نظريات في ذلك الوقت تميل إلى استبعاد أنواع معينة من العصور لعدم انتظامها من ناحية أخرى. وقد أوضح جون لوبوك في عام 1890 الطريقة التي تأسست بها العصور القديمة للإنسان في عصره على أنها مستمدة من التغير في عصور ما قبل التاريخ: مثل التغير في الحيوانات والجغرافيا والمناخ. وكانت الفرضيات المطلوبة لإثبات أن هذه التغييرات حقائق ما قبل التاريخ تسبب قلقا مع نظرية التوحيد والتي تمسك بها بعض العلماء؛ لذلك تم تعديل مفهوم «التوحيد» ليصبح قادرا على استيعاب التغييرات السابقة التي يمكن وضعها.
وقد نوقشت نظرية التوحيد في علم الحيوان على الأرض بالفعل في أوائل القرن الثامن عشر. حيث جادل جورج بيركلي في السيفرون بأن نقص المصنوعات الإنسانية في الحفريات الأعمق يشير إلى أصل حديث للإنسان. وكان دليل الغياب، بطبيعة الحال، يُنظر إليه على أنه مشكلة. وقد أنتج جوتفريد لايبنيز في بروتوغيا أدلته ضد تحديد نوع ما عن طريق علم التشكل، دون وجود دليل على الأصل (مع مراعاة توصيف البشر بحيازة العقل)؛ وضد انفصال الأنواع وانقراضها.
علقت نظرية التوحيد في منافسة ضد نظريات أخرى مثل النظرية النيبتونية ونظرية الكوارث، والتي شاركت في العلوم الخيالية ونظرية نشأة الكون اللاهوتية ؛ والتي وضعت نفسها كخليفة للنظرية البلوتونية، وأصبحت أساس الجيولوجيا الحديثة. , وكان معتنقي هذه النظرية يرونها راسخة. وقد طرح تشارلز ليل في مرحلة ما وجهات نظر حول ما كان يسمى «توحيد النوع» و «توحيد الدرجة» والتي كانت تتعارض مع ما ناقشهه في وقت لاحق. وكانت نظرية ليل، في الواقع عبارة عن جيولوجيا «الحالة المستقرة»، والتي استخلصها من مبادئه. والتي دفعتهم للابتعاد عن العمليات الجيولوجية الفعلية، والانطلاق إلى البحث داخل نظام مغلق يمكن التنبؤ به، حيث استبعد العصور الجليدية (انظر العصور الجليدية # أسباب عصور الجليد)، كما أصبحت العصور أكثر وضوحًا بعد وقت قصير من ظهور مبادئ ليل للجيولوجيا (1830-1833). ومن بين أنواع لوبوك الثلاثة من التغيير، شملت النظرية الجغرافية نظرية الهجرة على الجسور الأرضية في الجغرافيا الحيوية، والتي كانت عمومًا بمثابة فجوة توضيحية مؤقتة ، بدلاً من كونها في معظم الحالات مدعومة بالعلم. كما كانت التغييرات في مستوى سطح البحر أسهل في التبرير.

### الوضع الجليدي

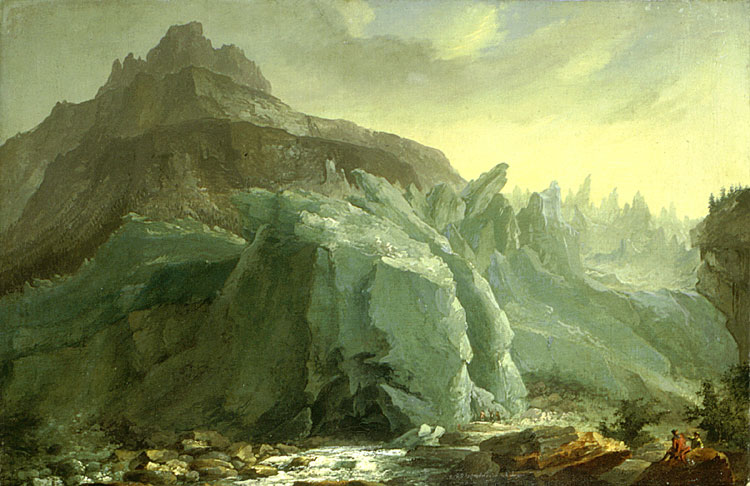
غريندلوالد الجليدي في سويسرا، 1774 لوحة لكاسبار وولف.

كان تحديد العصور الجليدية أمرا مهمًا في دراسة العصور القديمة للإنسان لأنه تم التسليم بأن بعض الثدييات قد ماتت مع نهاية العصور الجليدية ؛ كما أن العصور الجليدية قد أصبحت واضحة ومسجلة في السجلات الجيولوجية. وكانت حفريات جورج كوفيير على عظام الأحافير رباعية الأرجل عام (1812) قد صنعت حقائق مقبولة عن انقراض الثدييات التي كانت ذات صلة بالعصور البشرية القديمة. وتم اقتراح مفهوم العصر الجليدي في عام 1837 بواسطة لويس أغاسيز، والذي فتح الطريق لدراسة التاريخ الجليدي لذوات الأربع. كما جاء وليام باكلاند لرؤية دليل على وجود الأنهار الجليدية والتي اعتبر أنها من بقايا من الطوفان المذكور في الكتاب المقدس. وقد بدا من الواضح أن الماموث غزير الصوف ووحيد القرن غزير الشعر كانت من ثدييات في العصور الجليدية، وقد اختفت من الوجود مع العصور الجليدية: وأنهم قد استوطنوا منطقة أوروبا عندما كانت سهولا، ولكن ليس بعد ذلك. وفي الواقع فقد تم العثور على هذه الثدييات المنقرضة في الرواسب الطوفانية والتي كان يطلق عليه (الحصى المميز أو الطين الصخري).

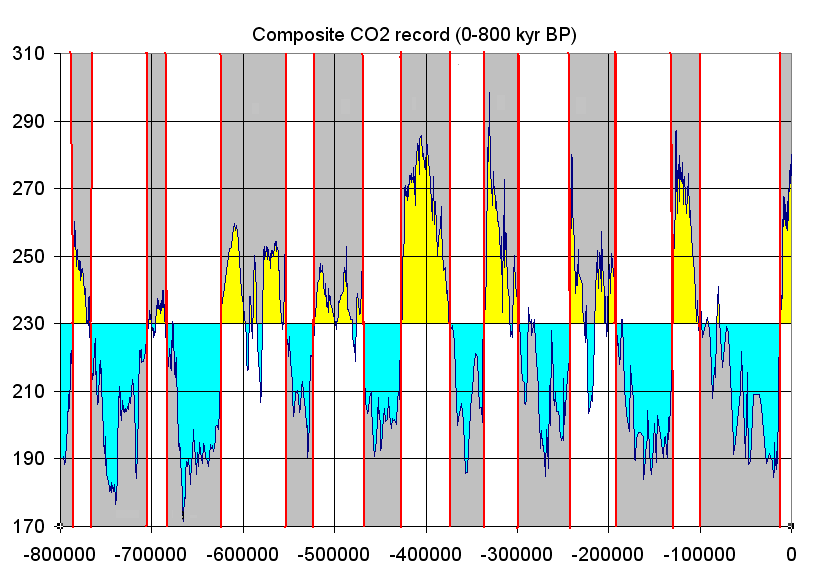
الدورات الجليدية وبين الجليدية كما يمثلها ثاني أكسيد الكربون في الغلاف الجوي، مُقاسة من عينات اللب الجليدي التي تعود إلى 800000 عام.

وبالنظر إلى أن الحيوانات كانت مرتبطة بهذه الطبقات، فإن تحديد تاريخ الطبقات يمكن أن يكون عن طريق الأدلة الجيولوجية، بناءً على توحيد الطبقات ؛ وهكذا كان تاريخ انقراض الحيوانات. ولا يزال من الممكن تأريخ الانقراض بشكل حاسم بناء على افتراضات فقط، كدليل على اختفائها ؛ في موقع معين، ومع ذلك، يمكن أن تكون الادلة من الانقراض المحلي.

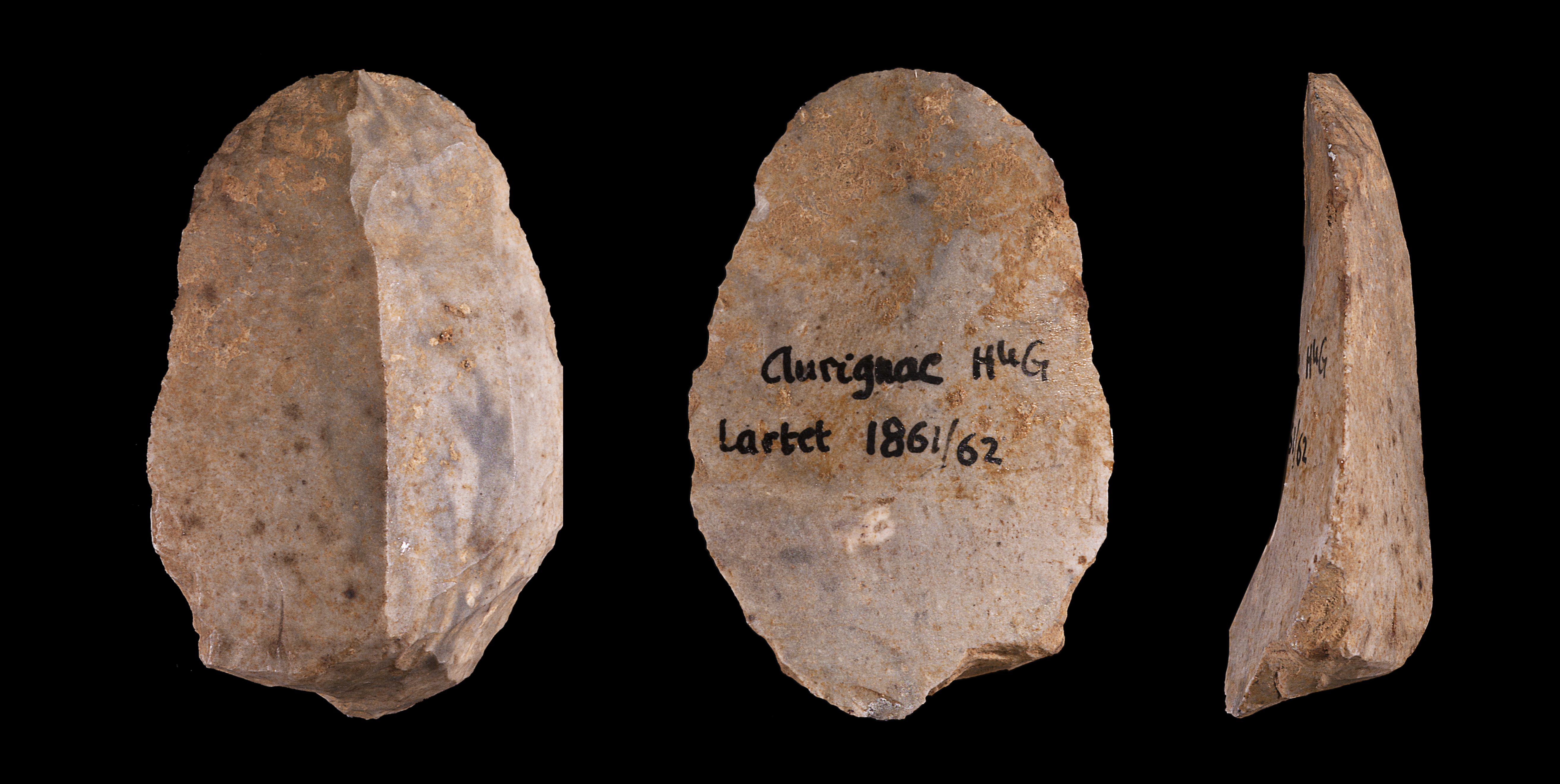
وجدت أدوات الصوان 1861/2 في أورينياك في جبال البيرينيه الفرنسية من قبل إدوار لارتيه.

ولم يتبنى أغاسيز ولا بوكلاند وجهات النظر الجديدة حول العصور القديمة للإنسان.

### قبول فكرة وجود ارتباط بين وجود البشر وانقراض أنواع من الحيوانات
قام باوتشر دي بيرثيس بكتابة اكتشافات في وادي سوم في عام 1847. حيث قام جوزيف بريستويتش وجون إيفانز في أبريل 1859، وتشارلز ليل مع آخرين في عام 1859، برحلات ميدانية إلى المواقع، وعادوا مقتنعين بأن البشر تعايشوا مع الثدييات المنقرضة. بشكل عام وبمصطلحات نوعية، فقد شعر ليل من الأدلة التي تثبت «العصور القديمة للإنسان»: أن البشر أكبر سناً بكثير من الافتراضات التقليدية التي صنعوها. وتم مشاركة استنتاجاته من قبل الجمعية الملكية وغيرها من المؤسسات التعليمية البريطانية، وكذلك في فرنسا. وكان هذا الاعتراف بالتاريخ المبكر بالأدوات اليدوية العائدة للعصور الأشولية والتي أثبتت المصداقية العلمية لعصور البشر القديمة والعميقة.
كان هذا النقاش متزامنًا مع الجدل حول كتاب «أصل الأنواع»، والذي نُشر عام 1859، وكان مرتبطًا بشكل واضح؛ ولكن لم يكن ذلك الذي قام فيه تشارلز داروين بإعلان وجهات نظره الخاصة في البداية. ويتطلب توحيد «العصور القديمة للإنسان» المزيد من العمل، مع أساليب أكثر حسما. وقد ثبت هذا أنه ممكن على مدى العقدين المقبلين. كما حفزت اكتشافات بوشيه دو بيرث المزيد من الأبحاث في محاولة لتكرار وتأكيد النتائج في مواقع أخرى. وقد كان من الأعمال المهمة أيضا أعمال التنقيب التي قام بها ويليام بينجيلي في بريكسهام كافيرن، ومع استخدام أساليب ممنهجة في كينس كافيرن (1865-1880). كما كان هناك مشروع رئيسي آخر، والذي تمخض عن نتائج أسرع، وهو مشروع هنري كريستي وإدوارد لارت. حيث نشر لارت في عام 1860 نتائج من كهف بالقرب من ماسست أريجي مدعيا بوجود أدوات تقطيع حجرية مصنوعة من عظام الثدييات المنقرضة، والتي صنعت عندما كانت العظام مازالت جديدة.

## قائمة بالمواقع الرئيسية في مناظرات القرن التاسع عشر
| الصور | النتائج والرؤية المعاصرة | الباحثون                                 | التاريخ | الموقع                             |
| ----- | --- | ---------------------------------------- | ------- | ---------------------------------- |
|       | أدوات جراي الحجرية على طريق أنن، أسنان الماموث؛ نظريات عن الأفيال الرومانية، ولكنها كانت غير مقبولة من قبل كونيرز | جون كونيرز                               | 1671    | كينجزبريدج، لندن، إنجلترا          |
|       | أدوات حجرية. نشرت من قبل جمعية الآثار، ولكن العظام والأصداف ظلت مجهولة الهوية. | جون فرير                                 | 1797    | هوكسن، سوفولك، إنجلترا             |
|       | "السيدة الحمراء بافيلاند"، وبقايا الماموث | وليام باكلاند                            | 1823    | كهف جوتس هول، شبه جزيرة جوير، ويلز |
|       | | توماس نورثمور وجون ماكينري وليام بينجيلي | 1824    | كهوف كينتس، ديفون، إنجلترا         |
|       | قام بول تورنال (1805-1872)، الذي أصبح صيدلانيًا، بالتحقيق في رواسب الكهوف في منطقة ناربونيريا. لقد استخدم علم اللاهوت التاريخي الجديد. ووجد بقايا بشرية مع رفات حيوانات منقرضة، وتواصل مع جورج كوفيير، ولم يصلوا إلى التفاهم. | بول تورنال                               | 1827    | بيز مينيرفوا، فرنسا                |
|       | عثر جول جول كريستول (1802-1861) على كهوف مملوءة بالطين والحصى، وتحتوي على عظام من الضباع ووحيد القرن والبشر. لم يتم قبول الترسيب المعاصر للعظام من قبل لجنة تابعة لكوفيير. ووجد الفخار في أماكن أعمق.                        | جول دي كريستول                           | 1828    | بوندريس، جارد، فرنسا               |
|       | | فيليب تشارلز شمرلينج                     | 1829    | انجيس، بلجيكا                      |
|       | الأدوات الحجرية في اشكول | باوتشر دي بيرثيس                         | 1847    | سان اشيول، اميان، فرنسا            |
|       | | وليام بينجيلي                            | 1858    | كهف بريكسهام، ديفون، إنجلترا       |
|       | | إدوار لارت                               | 1860    | اوريناك، فرنسا                     |
|       | | إدوارد لارت، هنري كريستي                 | 1863    | وادي فيزير، دوردوني، فرنسا         |

## المزيد من القضايا
العصور القديمة للإنسان في العالم الجديد
المقال الرئيسي: تسوية الأمريكتين

## رجل العصر الثالث
عندما اعتبر العلم مستقراً بشكل معقول فيما يتعلق بوجود «إنسان العصر الحجري المنقرض» (بشر من العصر الجليدي)، ظلت هناك مسألة ما إذا كان الإنسان قد وجد في العصر الثالث، وهو مصطلح قديم الآن يستخدم للوصف الفترة الجيولوجية السابقة. صدم النقاش الدائر حول العصور القديمة للإنسان في النقاش اللاحق للعثور على الأدوات الحجرية القديمة، والذي كان من المفترض أن يكون دليلًا على وجود الإنسان في البلايوسين (خلال عصر النيوجين). في هذه الحالة فاز الرأي المتشكك.

## المنشورات

### منشورات السنوات المركزية للمناقشات
- إدوارد لارت، العصور القديمة للإنسان في أوروبا الغربية (1860)
- ——، أبحاث جديدة حول التعايش بين الإنسان والزواحف الأحفورية العظيمة المميزة في الفترة الجيولوجية الأخيرة (1861)
- تشارلز ليل، الأدلة الجيولوجية لعصور الإنسان القديمة (1863). كان التوليفة الرئيسية التي ناقشت قضية العصور القديمة البشرية، بالتوازي مع القضايا الأخرى في العصور * الجليدية والتطور الإنساني التي وعدت بإلقاء الضوء على أصول الإنسان.
- ت. هـ. هكسلي، الدليل على مكان الإنسان في الطبيعة (1863)
- ألفريد راسل والاس، أصل الأجناس البشرية وعصور الإنسان المستنبطة من نظرية «الانتقاء الطبيعي» (1864)
- جيمس جيكي، العصر الجليدي العظيم وعلاقته بالعصور القديمة للإنسان (1874).

### منشورات المراحل الأخيرة من النقاش
- جون باترسون ماكلين، دليل العصور القديمة للإنسان (1877)
- جيمس كوك سوثال، [46] عصر الماموث وظهور الإنسان على الأرض (1878)
- ويليام بويد دوكينز، الرجل الأول في بريطانيا ومكانته في فترة العصر الثالث (1880)
- ريتشارد أوين، العصور القديمة للإنسان مستنبطًا من اكتشاف هيكل عظمي بشري أثناء تنقيب الأحواض في تيلبوري (1884)
- جورج فريدريك رايت، العصر الجليدي في أمريكا الشمالية، ومحامله على العصور القديمة للإنسان (1889)
- جورج جرانت ماكوري، الاكتشافات الحديثة التي تحمل تاريخ الإنسان القديم في أوروبا (1910)
- جورج فريدريك رايت، أصل وعصور مان (1912)
- آرثر كيث، العصور القديمة للإنسان (1915)